# Chocianowiec (przystanek kolejowy)
Chocianowiec − zlikwidowany przystanek osobowy i ładownia publiczna w Chocianowcu, w Polsce, w województwie dolnośląskim, w powiecie polkowickim, w gminie Chocianów. Przystanek został otwarty w dniu 1 października 1917 roku razem z linią kolejową z Lubina Górniczego do Chocianowa. Do 1985 roku był na niej prowadzony ruch osobowy i towarowy. W 1992 roku linia została zlikwidowana.